# 목련과
목련과(木蓮科, 학명: Magnoliaceae 마그놀리아케아이[*])는 목련목의 과이다. 2속 320여 종이 아시아·태평양과 아프리카, 아메리카의 온대 및 아열대 지역에 분포하며, 한국에서는 목련, 백목련, 백합나무, 자목련, 초령목, 태산목, 함박꽃나무의 2속 6종이 자생한다.
상록 또는 낙엽 교목으로, 모양이 단순한 잎이 어긋난다. 대부분 턱잎이 꽃봉오리를 싸고 있지만, 일찍 떨어진다. 꽃은 거의 양성화로 방사대칭이고 큰 것이 많으며, 보통 가지 끝이나 잎겨드랑이에 1개씩 핀다. 관상용으로 재배되는 종이 많다. 꽃받침조각은 3개, 꽃잎은 6개 또는 여러 개이며, 흔히 나선 모양으로 배열된다. 한편, 볼록하게 잘 발달한 꽃턱의 아랫부분에는 여러 개의 수술이 나선 모양으로 생긴다. 또한, 꽃턱의 윗부분에는 많은 이생 심피들이 나선 모양으로 붙어 있으며, 씨방의 각 방에는 2개 또는 몇 개의 밑씨가 존재한다. 열매는 골돌과나 액과 또는 날개가 달린 폐과로, 씨가 흔히 길게 자란 주병에 붙어 밑으로 늘어진다.

## 하위 분류
목련과의 속 수는 논쟁의 대상이다. 최대 17 개가 인정되었으나, 최근 연구에서는 목련아과의 모든 속을 목련속으로 통합하기로 결정하여, 목련속과 백합나무속의 두 속만 포함한다.
- 목련속(Magnolia Plum. ex L.)
- 백합나무속(Liriodendron L.)

## 계통 분류
2016년 APG IV 분류 체계에서는 목련과를 목련군 목련목 아래에 분류하며, 이는 2009년 APG III 분류 체계, 2003년 APG II 분류 체계 및 1998년 APG 분류 체계의 분류와 동일하다.